# 西阿蒙德
西阿蒙德（英語：West Almond）是位于美国纽约州阿利根尼县的一个镇，地处阿利根尼县的东部、霍内尔以西。2010年美国人口普查时，该镇有334人。
1816年，最初的定居者到达此地。1833年，西阿蒙德镇从阿蒙德镇、阿尔弗雷德镇与安杰利卡镇中分出，独立建镇。